# Lithostege bifissana
Lithostege bifissana är en fjärilsart som beskrevs av Hans Rebel 1911. Lithostege bifissana ingår i släktet Lithostege och familjen mätare. Inga underarter finns listade i Catalogue of Life.